# Мисс Вселенная Австралия
Мисс Вселенная Австралия — национальный конкурс красоты, проходящий ежегодно в Австралии, который определяет представительницу страны на конкурсе Мисс Вселенная.
в 1972 году победительница конкурса Керри Энн Уэллс стала лучшей на «Мисс Вселенная 1972 года», в 2004 году одна из финалисток конкурса — Дженнифер Хоукинс повторила её триумф на «Мисс Вселенная 2004».
Конкурс Мисс Австралия разделен на два независимых конкурса, которые выставляют представительниц Австралии на конкурсы Мисс Вселенная и Мисс Мира. Директор этого конкурса Дебора Миллер. Также проходят конкурсы, которые определяют представительниц Австралии на конкурсах Мисс Интернешнл и Мисс Земля.

## Победительницы
| Конкурс             | Победительница    | Представляла                       | Место на конкурсе Мисс Вселенная |
| ------------------- | ----------------- | ---------------------------------- | -------------------------------- |
| Мисс Вселенная 2004 | Дженнифер Хоукинс | Новый Южный Уэльс                  | Мисс Вселенная 2004              |
| Мисс Вселенная 2005 | Мишель Гай        | Западная Австралия                 |                                  |
| Мисс Вселенная 2006 | Эрин Макнаут      | Австралийская Столичная Территория |                                  |
| Мисс Вселенная 2007 | Кимберли Бустид   | Квинсленд                          |                                  |
| Мисс Вселенная 2008 | Лаура Дундовик    | Сидней                             | Top 10                           |
| Мисс Вселенная 2009 | Рэйчел Финч       | Квинсленд                          | 3-я вице-мисс                    |
| Мисс Вселенная 2010 | Джесинта Кэмпбелл | Квинсленд                          | 2-я вице-мисс                    |
| Мисс Вселенная 2011 | Шерри-Ли Биггс    | Западная Австралия                 | Top 10                           |
| Мисс Вселенная 2012 | Рене Айрис        | Западная Австралия                 | 3-я вице-мисс                    |
| Мисс Вселенная 2013 | Оливия Уэллс      | Виктория                           |                                  |
| Мисс Вселенная 2014 | Теган Мартин      | Новый Южный Уэльс                  | Top 10                           |
| Мисс Вселенная 2015 | Моника Радулович  | Новый Южный Уэльс                  | Top 5                            |
| Мисс Вселенная 2016 | Карис Тиивел      | Западная Австралия                 |                                  |
| Мисс Вселенная 2017 | Оливия Роджерс    | Южная Австралия                    |                                  |
| Мисс Вселенная 2018 | Франческа Ханг    | Новый Южный Уэльс                  | Top 20                           |
| Мисс Вселенная 2019 | Прийя Серрао      | Виктория (штат)                    |                                  |
| Мисс Вселенная 2020 | Мария Тэтилл      | Виктория (штат)                    | Top 10                           |
| Мисс Вселенная 2021 | Дарья Варламова   | Виктория (штат)                    |                                  |
| Мисс Вселенная 2022 | Моник Райл        | Новый Южный Уэльс                  | Top 16                           |
| Мисс Вселенная 2023 | Морайя Уилсон     | Виктория (штат)                    | 2-я вице-мисс                    |

      Победительница на конкурсе Мисс Вселенная
      Первая вице-мисс/Финалистка/Полуфиналистка
      Дисквалифицирована